# Gusten Dahlin
Gusten Yngve Dahlin, född 19 juli 1989 i Vällingby församling, Stockholm, är en svensk sportjournalist och TV-programledare.

## Biografi
Dahlin växte upp i stadsdelen Vällingby i västra Stockholm i en sportintresserad familj, då hans mor spelade basket och hans far fotboll, bland annat i IF Brommapojkarna. I ungdomen spelade han själv fotboll för Spånga IS FK och som 15-åring blev han uttagen till Sveriges elitläger för unga fotbollsspelare. Skador i tonåren ledde till att Dahlin avslutade fotbollssatsningen efter ett par säsonger i Division 2 och Division 3 för Spånga IS FK och Bele Barkarby FF.
Dahlin studerade vid Södertörns högskola där han gick den multimediala journalistutbildningen. Karriären inom media inleddes efter en krönika i augusti 2012 om AIK Fotboll på sajten Fotbolldirekt. Krönikan fick spridning vilket ledde till att David Fjäll bjöd in honom att delta som gäst i ett TV-program av produktionsbolaget Dobb. Tre månader senare fick Dahlin anställning på FanTV, som bland annat gör programmet Eurotalk. Det var också där han träffade sin blivande radarpartner Thomas Wilbacher, med vilken han sedan 2016 driver fotbollspodcasten Tutto Balutto. Sommaren 2014 kom Dahlin till Discovery Networks Sweden.
Under Europamästerskapet i fotboll 2016 fick Dahlin sparken från Discovery efter en uppmärksammad video i Expressen TV.
Dahlin mästerskapsdebuterade under Europamästerskapet i fotboll 2020 i TV4-studion, där han var programledare. Sedan hösten 2021 är han programledare i Uefa Champions League-studion som sändes på C More Sport.
Dahlin är bror till Isak Dahlin.

## Utmärkelser
- Svenska Fans Pris Guldskölden 2021: Årets Programledare[7]